# Фабіо Дейвсон Лопес Масіел
Фабіо Дейвсон Лопес Масіел (порт. Fábio Deivson Lopes Maciel, нар. 30 вересня 1980, Нобрес) — бразильський футболіст, воротар клубу «Флуміненсе».
Він є гравцем з найбільшою кількістю матчів в історії «Крузейру» (955), і одним із небагатьох, хто провів понад 1000 офіційних матчів за кар'єру. 20 серпня 2025 року він зіграв 1391-й матч, перевершивши кількість матчів зіграних Пітером Шилтоном.

## Клубна кар'єра
У дорослому футболі дебютував 1997 року виступами за команду «Уніан Бандейранте» у Серії С, а з 1998 року став виступати за «Атлетіку Паранаенсе». У своєму першому сезоні він зміг виграти свій перший титул, чемпіонат штату Парана.
2000 року він приєднався до «Васко да Гами» і в цьому клубі за більш ніж чотири роки він виграв чемпіонат Бразилії 2000 року, Кубок Бразилії 2000 року, Кубок Меркосур 2000 року та чемпіонат штату Ріо-де-Жанейро у 2003 році.
2005 року Фабіо став гравців «Крузейру», в якому він відразу стає основним воротарем команди. З командою з Белу-Орізонті Фабіо виграв два чемпіонати Бразилії (2013 , 2014), два Кубки країни (2017, 2018) і 7 чемпіонатів штату Мінас-Жерайс. Вони були близькі до перемоги в Кубку Лібертадорес у 2009 році, але у фіналі команда програла «Естудіантесу». 2006 року Фабіо був визнаний найкращим гравцем серед усіх футболістів, які представляють штат Мінас-Жерайс, здобувши приз імені Теле Сантани. Цей же трофей він вигравав у 2006, 2008 та 2009 роках як найкращий воротар штату. 2010 року Фабіо увійшов до символічної збірної чемпіонату Бразилії відразу за двома головними версіями — версією Placar (Срібний м'яч), а також Globo та КБФ (Craque do Brasileirão). 2 червня 2010 року ім'я Фабіо було увічнено на Алеї Слави стадіону «Мінейран». Він став третім воротарем, удостоєним подібної честі, після Раула Пласмана та Жуана Лейте.
Незважаючи на історичне вибуття «Крузейро» з Серії А в 2019 році, Фабіо вирішив залишитися, але команда не змогла повернутися у вищий дивізіон, і в 2021 році, у віці 41 року, голкіпер покинув команду після 17 сезонів. Загалом воротар провів за клуб 976 ігор і виграв 12 титулів.
21 січня 2022 року Фабіо приєднався до «Флуміненсе» і 4 лютого дебютував за клуб в грі проти «Аудакс Ріо», ставши найстарішим футболістом, який зіграв за команду у віці 41 років і 120 днів, перевершивши рекорд Магно Алвеса (40 років і 312 днів). У листопаді 2023 року Фабіо у віці 43 років Фабіо виграв з клубом Кубок Лібертадорес, ставши найстаршим гравцем, який грав і вигравав фінал цього турніру. Крім того Фабіо став першим бразильцем, який досяг позначки 100 матчів, поступаючись лише парагвайцям Серхіо Акіно (107 матчів) і Еверу Алмейді (113 матчів)

## Виступи за збірні
1997 року виступав у складі юнацької збірної Бразилії (U-17), з якою став переможцем юнацького чемпіонату світу. Загалом на юнацькому рівні взяв участь у 6 іграх, пропустивши 2 голи.
1999 року залучався до складу молодіжної збірної Бразилії, з якою став срібним призером молодіжного чемпіонату Південної Америки. Цей результат дозволив Фабіо з командою поїхати на молодіжний чемпіонат світу 1999 року, де бразильці вилетіли на стадії чвертьфіналу. На молодіжному рівні зіграв у 5 офіційних матчах, пропустив 5 голів.
Фабіо тривалий час викликався до складу національної збірної Бразилії. У її складі був на Кубку конфедерацій 2003 року, де бразильці сенсаційно не вийшли з групи. Через рік він у заявці команди на Кубку Америки 2004 року, де Бразилія стала переможцем, завдяки чому Фабіо став чемпіоном Південної Америки. 2011 року Фабіо був викликаний до збірної на товариські матчі проти Нідерландів і Румунії, а кілька тижнів потому тренер Мано Менезес включив його до попередньої заявки на Кубок Америки 2011 року, але зрештою не потрапив до остаточного складу з 23 осіб. В результаті Фабіо так і не дебютував за збірну.

## Статистика виступів

### Статистика клубних виступів
| Сезон                         | Команда                       | Чемпіонат                     | Чемпіонат | Чемпіонат        | Національний кубок | Національний кубок | Національний кубок | Континентальні кубки | Континентальні кубки | Континентальні кубки | Інші змагання | Інші змагання | Інші змагання | Усього | Усього |
| Сезон                         | Команда                       | Ліга                          | Ігор      | Голів            | Ліга               | Ігор               | Голів              | Ліга                 | Ігор                 | Голів                | Ліга          | Ігор          | Голів         | Ігор   | Голів  |
| ----------------------------- | ----------------------------- | ----------------------------- | --------- | ---------------- | ------------------ | ------------------ | ------------------ | -------------------- | -------------------- | -------------------- | ------------- | ------------- | ------------- | ------ | ------ |
| 1997                          | «Уніон Бандейранте»           | ЛП+C                          | 13+10     | -                |                    | -                  | -                  | -                    | -                    | -                    | -             | -             | -             | 23     | -      |
| 1998                          | «Уніон Бандейранте»           | ЛП+C                          | 4+0       | -                |                    | -                  | -                  | -                    | -                    | -                    | -             | -             | -             | 4      | -      |
| 1998                          | «Атлетіко Паранаенсе»         | ЛП+A                          | 16+0      | -                | КБ                 | -                  | -                  | -                    | -                    | -                    | -             | -             | -             | 16     | -      |
| 1999                          | «Уніон Бандейранте»           | ЛП                            | 3         | -                | КБ                 | -                  | -                  | -                    | -                    | -                    | -             | -             | -             | 3      | -      |
| Усього за «Уніон Бандейранте» | Усього за «Уніон Бандейранте» | Усього за «Уніон Бандейранте» | 20+10     | -                |                    | -                  | -                  |                      | -                    | -                    |               | -             | -             | 30     | -      |
| 2000                          | «Васко да Гама»               | ЛК+КЖА                        | 0+3       | -                | -                  | -                  | -                  | -                    | -                    | -                    | -             | -             | -             | 3      | -      |
| 2001                          | «Васко да Гама»               | ЛК+A                          | 5+2       | -                |                    | -                  | -                  | КЛ+КМ                | 2+1                  | -3 + 0               | РСП           | 3             | -             | 13     | -      |
| 2002                          | «Васко да Гама»               | ЛК+A                          | 2+21      | -                | КБ                 | 3                  | -5                 | -                    | -                    | -                    | КЧ            | 1             | -             | 27     | -      |
| 2003                          | «Васко да Гама»               | ЛК+A                          | 15+44     | -                | КБ                 | 7                  | -5                 | ПаК                  | 2                    | -3                   | -             | -             | -             | 68     | -      |
| 2004                          | «Васко да Гама»               | ЛК+A                          | 16+19     | -                | КБ                 | 4                  | -4                 | -                    | -                    | -                    | -             | -             | -             | 39     | -      |
| Усього за «Васко да Гаму»     | Усього за «Васко да Гаму»     | Усього за «Васко да Гаму»     | 38+89     | -                |                    | 14                 | -14                |                      | 5                    | -6                   |               | 4             | -             | 150    | –      |
| 2005                          | «Крузейру»                    | ЛМ+A                          | 15+40     | -11 + -66        | КБ                 | 9                  | -9                 | ПаК                  | 3                    | -2                   | -             | -             | -             | 67     | -88    |
| 2006                          | «Крузейру»                    | ЛМ+A                          | 15+36     | -8 + -41         | КБ                 | 6                  | -8                 | ПаК                  | 1                    | 0                    | -             | -             | -             | 58     | -57    |
| 2007                          | «Крузейру»                    | ЛМ+A                          | 13+28     | -16 + -36        | КБ                 | 6                  | -3                 | ПаК                  | 2                    | -2                   | -             | -             | -             | 49     | -57    |
| 2008                          | «Крузейру»                    | ЛМ+A                          | 14+38     | -13 + -44        | -                  | -                  | -                  | КЛ                   | 10                   | -14                  | -             | -             | -             | 62     | -71    |
| 2009                          | «Крузейру»                    | ЛМ+A                          | 13+34     | -11 + -46        | -                  | -                  | -                  | КЛ                   | 14                   | -12                  | -             | -             | -             | 61     | -69    |
| 2010                          | «Крузейру»                    | ЛМ+A                          | 12+36     | -14 + -34        | -                  | -                  | -                  | КЛ                   | 12                   | -12                  | -             | -             | -             | 60     | -60    |
| 2011                          | «Крузейру»                    | ЛМ+A                          | 14+33     | -11 + -43        | -                  | -                  | -                  | КЛ                   | 8                    | -4                   | -             | -             | -             | 55     | -58    |
| 2012                          | «Крузейру»                    | ЛМ+A                          | 12+37     | -12 + -51        | КБ                 | 5                  | -5                 | -                    | -                    | -                    | -             | -             | -             | 54     | -68    |
| 2013                          | «Крузейру»                    | ЛМ+A                          | 13+36     | -13 + -34        | КБ                 | 7                  | -3                 | -                    | -                    | -                    | -             | -             | -             | 56     | -50    |
| 2014                          | «Крузейру»                    | ЛМ+A                          | 13+36     | -4 + -36         | КБ                 | 8                  | -10                | КЛ                   | 10                   | -10                  | -             | -             | -             | 67     | -60    |
| 2015                          | «Крузейру»                    | ЛМ+A                          | 11+36     | -10 + -32        | КБ                 | 2                  | -5                 | КЛ                   | 10                   | -7                   | -             | -             | -             | 59     | -54    |
| 2016                          | «Крузейру»                    | ЛМ+A+ПЛ                       | 12+19+2   | -6 + -33 + -5    | КБ                 | 5                  | -4                 | -                    | -                    | -                    | -             | -             | -             | 38     | -48    |
| 2017                          | «Крузейру»                    | ЛМ+A                          | 1+32      | 0 + -31          | КБ                 | 7                  | -6                 | -                    | -                    | -                    | -             | -             | -             | 40     | -37    |
| 2018                          | «Крузейру»                    | ЛМ+A                          | 13+30     | -4 + -27         | КБ                 | 8                  | -6                 | КЛ                   | 9                    | -5                   | -             | -             | -             | 60     | -42    |
| 2019                          | «Крузейру»                    | ЛМ+A                          | 15+35     | -9 + -44         | КБ                 | 6                  | -9                 | КЛ                   | 8                    | -2                   | -             | -             | -             | 64     | -64    |
| 2020                          | «Крузейру»                    | ЛМ+B                          | 11+36     | -10 + -30        | КБ                 | 4                  | -6                 | -                    | -                    | -                    | -             | -             | -             | 51     | -46    |
| 2021                          | «Крузейру»                    | ЛМ+B                          | 13+37     | -9 + -38         | КБ                 | 4                  | -2                 | -                    | -                    | -                    | -             | -             | -             | 54     | -49    |
| Усього за «Крузейру»          | Усього за «Крузейру»          | Усього за «Крузейру»          | 210+579+2 | -161 + -666 + -5 |                    | 77                 | -76                |                      | 87                   | -70                  |               | -             | -             | 955    | -978   |
| 2022                          | «Флуміненсе»                  | ЛК+A                          | 5+38      | -1 + -41         | КБ                 | 8                  | -10                | КЛ+ПаК               | 4+6                  | -4 + -5              | -             | -             | -             | 61     | -61    |
| 2023                          | «Флуміненсе»                  | ЛК+A                          | 13+27     | -8 + -33         | КБ                 | 4                  | -2                 | КЛ+ПаК               | 12+0                 | -11 + -0             | -             | -             | -             | 56     | -54    |
| Усього за «Флуміненсе»        | Усього за «Флуміненсе»        | Усього за «Флуміненсе»        | 18+65     | -9 + -74         |                    | 12                 | -12                |                      | 22                   | –                    |               | -             | -             | 117    | -115   |
| Усього за кар'єру             | Усього за кар'єру             | Усього за кар'єру             | 1047      | -914             |                    | 103                | -102               |                      | 114                  | -96                  |               | 4             | -             | 1268   | -1112  |

## Титули і досягнення
- Чемпіон Бразилії (2):

«Крузейру»: 2013, 2014
- Володар Кубка Бразилії (2):

«Крузейру»: 2017, 2018
- Переможець Ліги Паранаенсе (1):

«Атлетіко Паранаенсе»: 1998
- Переможець Ліги Каріока (3):

«Васко да Гама»: 2003
«Флуміненсе»: 2022, 2023
- Переможець Ліги Мінейро (7):

«Крузейру»: 2006, 2008, 2009, 2011, 2014, 2018, 2019
- Володар Кубка Лібертадорес (1):

«Флуміненсе»: 2023
- Переможець Рекопи Південної Америки (1):

«Флуміненсе»: 2024
Збірні
- Володар Кубка Америки (1):

Бразилія: 2004

### Індивідуальні
- Володар Срібного м'яча (Бразилія): 2010, 2013
- У символічній збірній чемпіонату Бразилії: 2010,[12] 2013[13]